# Enza Blundo
Rosetta Enza Blundo (Castel di Sangro, 26 giugno 1964) è una politica italiana.

## Biografia
Nata a Castel di Sangro (AQ), risiede all'Aquila, città in cui ha esercitato la professione di insegnante di ruolo nella scuola primaria. 
Dopo il terremoto del 2009 si è avvicinata al mondo dell'attivismo politico come fondatrice e Presidente dell'Associazione onlus "Cittadini per i cittadini". Riveste anche l'incarico di Vice presidente dell'associazione “Cittadini italiani per L'Aquila”.
Alle elezioni amministrative del 2012, candidata a sindaco della città dal Movimento 5 Stelle, ha raccolto 750 voti, pari all'1,74% delle preferenze.
Alle elezioni politiche del 2013 è stata candidata, dello stesso Movimento 5 Stelle nella regione, come Capolista ed eletta al Senato della Repubblica Italiana Abruzzo.
Viene eletta Vicepresidente della Commissione bicamerale per l'infanzia e l'adolescenza nell'ottobre 2013 e resta in carica per fino a Marzo 2018. 
Entra a far parte, come membro effettivo, della VIII Commissione permanente Lavori Pubblici fino a Marzo 2014. 
Successivamente passa a far parte della Commissione VII Istruzione, Beni Culturali, Università, Ricerca e Sport. 
È stata promotrice nella Commissione bicamerale per l'infanzia e l'adolescenza dell'Indagine conoscitiva sui Minori fuori famiglia, relatrice del documento conclusivo votato il 17 Gennaio 2018 e protagonista di numerose visite 
nelle strutture di accoglienza dei minori su tutto il territorio nazionale, segnalando alle autorità competenti le irregolarità riscontrate. 
Nel suo impegno di parlamentare ha presentato e seguito l'intero iter del disegno di legge 
per l'Istituzione di una Commissione monocamerale di inchiesta sulla ricostruzione della città dell'Aquila e degli altri comuni interessati dal sisma del 6 aprile 2009. (16A08153) (GU Serie Generale n.268 del 16-11-2016)
Nel 2022 aderisce ad ItalExit per l'Italia e viene candidata alle elezioni politiche del 2022 in seconda posizione del listino nella circoscrizione Abruzzo al Senato.

## Controversie
Nell'agosto 2016, è finito al centro delle polemiche un suo tweet, poi cancellato, nei confronti del collega Luigi Zanda, senatore del Partito Democratico.
Pochi mesi dopo, in seguito alla scossa di terremoto che ha colpito Norcia, nuove polemiche sono state suscitate da un commento che la senatrice ha pubblicato su Facebook, riguardante un presunto declassamento della magnitudine del sisma allo scopo di non risarcire i danneggiati.